# Plabuhanrejo
Plabuhanrejo is een bestuurslaag in het regentschap Lamongan van de provincie Oost-Java, Indonesië. Plabuhanrejo telt 2333 inwoners (volkstelling 2010).